# 小行星9241
小行星9241（英語：9241 Rosfranklin）是一颗围绕太阳公转的小行星。1997年8月10日，约翰·布劳顿在芦苇溪发现了此天体。
这颗小行星的绝对星等为232.8098963618858等。